# Trotogonia castraria
Trotogonia castraria là một loài bướm đêm trong họ Geometridae.